# Mamadou Loum
Mamadou Loum N'Diaye (Dakar, 30 de diciembre de 1996) es un futbolista senegalés que juega de centrocampista en el Real Sporting de Gijón de la Segunda División de España.

## Trayectoria
Mamadou Loum comenzó su trayectoria en el Union Sportive Ouakam de Senegal. En 2015 se marchó a Portugal para formar parte de las categorías inferiores del Sporting de Braga. 
Tras tres temporadas en el filial del Sporting de Braga, en 2018 fue cedido al Moreirense F. C.
Tras su regreso al Sporting de Braga, en enero de 2019 fue cedido al F. C. Porto. Posteriormente fue adquirido en propiedad y en julio de 2021 fue prestado al Deportivo Alavés una temporada. Las dos siguiente también fue cedido, siendo el Reading F. C. y el Al-Raed sus destinos. Tras esta última fue enviado al filial del F. C. Porto al no contar para el entrenador del primer equipo. Acabó marchándose en septiembre de 2024 al F. C. Arouca con el que firmó por dos años.
El 12 de agosto de 2025 se hizo oficial su vuelta al fútbol español después de fichar por el Real Sporting de Gijón hasta 2027.

## Clubes
| Club                      | País           | Año       |
| ------------------------- | -------------- | --------- |
| U. S. Ouakam              | Senegal        | 2014-2015 |
| Sporting de Braga "B"     | Portugal       | 2015-2019 |
| Moreirense F. C. (cedido) | Portugal       | 2018-2019 |
| F. C. Porto (cedido)      | Portugal       | 2019      |
| F. C. Porto               | Portugal       | 2019-2024 |
| Deportivo Alavés (cedido) | España         | 2021-2022 |
| Reading F. C. (cedido)    | Inglaterra     | 2022-2023 |
| Al-Raed (cedido)          | Arabia Saudita | 2023-2024 |
| F. C. Porto "B"           | Portugal       | 2024      |
| F. C. Arouca              | Portugal       | 2024-2025 |
| Real Sporting de Gijón    | España         | 2025-     |

## Palmarés

### Títulos nacionales
| Título                | Club        | País     | Año  |
| --------------------- | ----------- | -------- | ---- |
| Primeira Liga         | F. C. Porto | Portugal | 2020 |
| Copa de Portugal      | F. C. Porto | Portugal | 2020 |
| Supercopa de Portugal | F. C. Porto | Portugal | 2020 |

### Títulos internacionales
| Título                    | Club (*)             | Sede    | Año  |
| ------------------------- | -------------------- | ------- | ---- |
| Copa Africana de Naciones | Selección de Senegal | Camerún | 2021 |

(*) Incluyendo la selección.